# Arrondissement Cherbourg
Arrondissement Cherbourg (fr. Arrondissement de Cherbourg) je správní územní jednotka ležící v departementu Manche a regionu Normandie ve Francii.

## Kantony
- Bricquebec
- Carentan (část)
- Cherbourg-Octeville-1
- Cherbourg-Octeville-2
- Cherbourg-Octeville-3
- Équeurdreville-Hainneville
- La Hague
- Les Pieux
- Tourlaville
- Valognes
- Val-de-Saire